# Braceborough and Wilsthorpe
Braceborough et Wilsthorpe est une paroisse civile du district de South Kesteven dans le Lincolnshire, en Angleterre. Braceborough et Wilsthorpe sont à moins de 1,6km de distance, séparés par la rivière East Glen. Braceborough et Wilsthorpe sont situés entre la route A6121, qui va de Stamford à Bourne, et l'A15, qui relie Bourne et Market Deeping. Il mesure environ 19km au nord-ouest de sa ville la plus proche, Peterborough . Avant les années 1930, Braceborough et Wilsthorpe étaient des paroisses distinctes, mais en 1931, les deux ont été dissoutes et réunies pour former la paroisse civile d'aujourd'hui.

## Histoire
Braceborough et Wilsthorpe apparaissent tous deux dans le Domesday Book de 1086. L'orthographe de Braceborough varie entre « Braseborg », « Breseburc » et Breseburg, tandis que Wilsthorpe s'écrit « Wivelestorp ». À l'époque du Domesday, Wilsthorpe comptait 20 foyers et Braceborough, 13,5,.
Dans les années 1870, la population de Braceborough s'élève à 81 habitants.
Braceborough a sa propre gare ferroviaire connue sous le nom de Braceborough Spa . La gare a été ouverte par le Bourne and Essendine Railway le 16 mai 1860 et a été rebaptisée Braceborough Spa Halt le 19 février 1934. Elle a fermé ses portes le 18 juin 1951. Le chemin de fer Bourne et Essendine est devenu une partie du Great Northern Railway le 25 juillet 1864.

## Population
Les données des recensements de 2001 et 2011 montrent que la majorité de la population de la paroisse civile est composée de personnes âgées de 30 à 59 ans, comme le montre la forte augmentation du graphique. La proportion de la population que représente ce groupe est restée stable depuis le recensement de 2001, passant de 132 à 133. Cependant, la population âgée de plus de 65 ans de la paroisse civile est passée de 42 à 66 ans au cours de la période de 10 ans. La population des moins de 30 ans était de 77 en 2001 et a augmenté de 1 pour atteindre 78. La population adolescente, âgée de 16 à 19 ans, était de 18 ans en 2011,.

## Monuments
L'église Sainte-Marguerite est classée Grade I et celle de St Faith's, Grade II*, les deux églises présentant un intérêt architectural ou historique exceptionnel. En 1715, James Fowler restaura l'église St Faith's et plus tard, en 1859, un M. Kirk de Sleaford restaura l'église Sainte-Marguerite. Les deux églises font partie du groupe Uffington du doyenné de Stamford du diocèse de Lincoln . La titulaire du poste est la révérende Carolyn Kennedy.

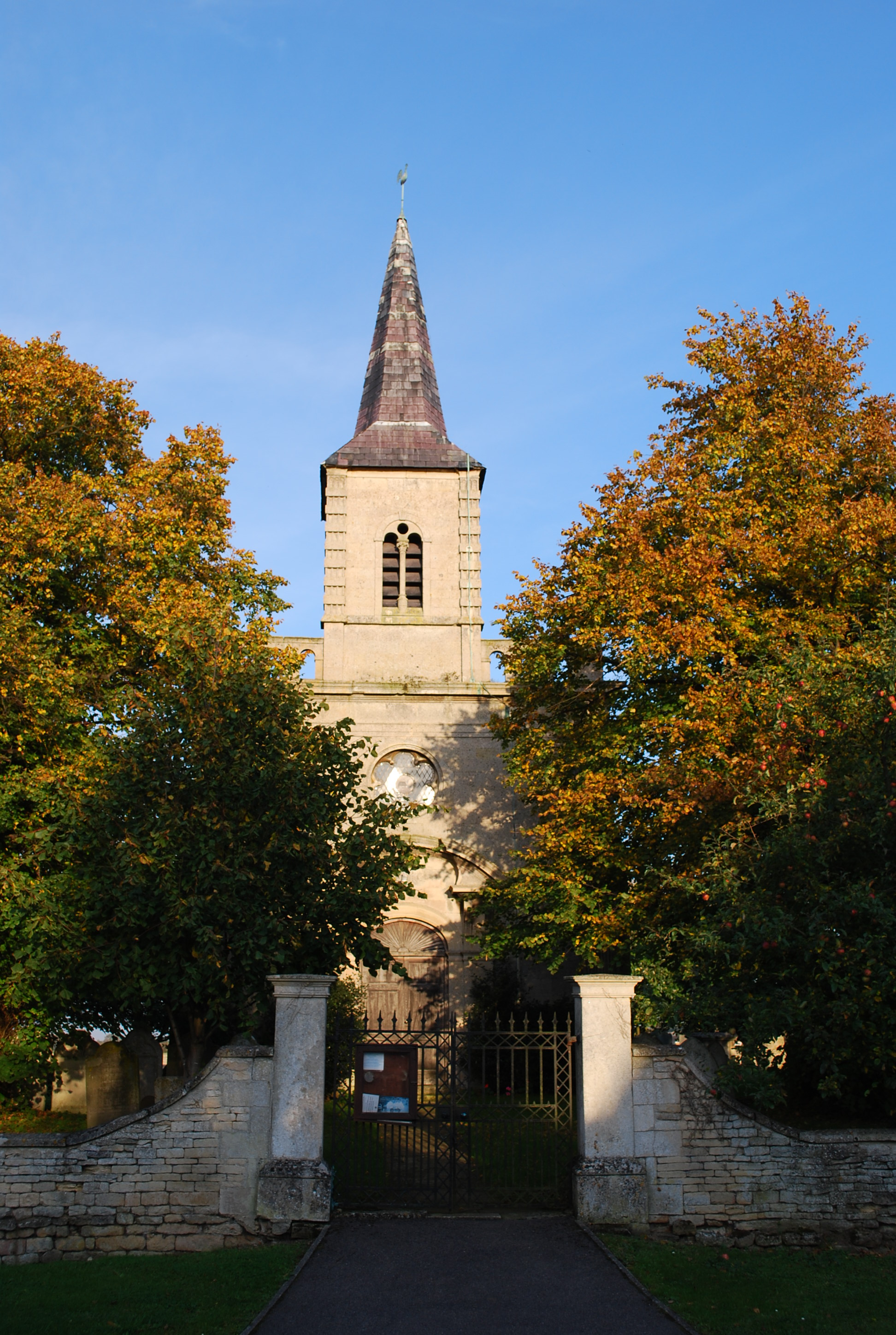
Église St Faith's

La paroisse civile compte de nombreux bâtiments classés, notamment de catégorie II. L'un d'entre eux en particulier est l'ancien presbytère de grade II à Elliot's Way, à Braceborough. L'ancien presbytère, de style Tudor, a été construit en 1848 par William Thompson. D'autres bâtiments classés comprennent la ferme Old Hall Farmhouse de grade II de Braceborough, construite à la fin du XVIIe siècle.